# 清水山小檗
清水山小檗（学名：Berberis chingshuiensis）为小檗科小檗属下的一个种。

## 扩展阅读
- 維基物種上的相關：清水山小檗